# Egil Lorck
Egil Lorck, född 26 april 1921 i Trondheim, död 17 maj 2000, var en norsk skådespelare.
Lorck debuterade på Nationaltheatret 1943. Han var även engagerad vid Oslo Nye Teater, Riksteatret och från 1972 Trøndelag Teater. Han verkade även som film- och TV-skådespelare och debuterade 1958 i Salve Sauegjeter. Han medverkade i sammanlagt 25 produktioner 1958–1990.

## Filmografi (urval)
- 1958 – Salve Sauegjeter
- 1959 – Hete septemberdager
- 1959 – 5 loddrett
- 1960 – Veien tilbake
- 1960 – Det store varpet
- 1961 – Hans Nielsen Hauge
- 1961 – Bussen
- 1962 – Kalde spor